# Башич, Пётр
Пётр Башич (19 марта 1751, Дубровник — 15 апреля 1814, там же) — дубровницкий религиозный деятель, настоятель Дубровницкого кафедрального собора, писатель-богослов, переводчик, библиофил, поэт, издатель.
Самостоятельно он написал небольшое количество произведений: его собственные стихи не сохранились, а из его изданий известны только «Xivot s Vlasi Biskupa, Mucsenika branitelja skupnovladanja Dubrovacskoga» (Дубровник, 1802), некоторые переводы стихотворений Овидия, а также «Nauk hristjanski» (1783) и жизнеописание Святого Влаха «Život svetoga Vlasi» (1803).
Он был горячим поборником иллирийской литературы и прилежным собирателем сочинений старых дубровницких писателей-иезуитов, а также нередко завершал работы над произведениями, начатыми другими авторами. Принимал деятельное участие в издании словаря латинско-итальянско-иллирийского словаря Делла Беллы; 2-е издание этого словаря, завершённое, было издано им в 1785 году. Он также редактировал рукопись «Osmanom» Гундилича, участвовал в сборе материалов для «Notizie istorico-critiche», завершил работу Дурдевича «Pokornik uvježban». 
Современники упрекали его в излишней любви к неупотребительным словам и выражениям.
В 1998 году Пётр Башич посмертно награждён орденом Утренней звезды с ликом Катарины Зринской